# 比瑟拉赫
比瑟拉赫是瑞士的城鎮，位於該國北部，由索洛圖恩州負責管轄，面積7.55平方公里，海拔高度420米，2012年時人口為2,056人，七成半人口信奉羅馬天主教，人口密度每平方公里272人。